# Arild Haugen
Arild Haugen, pseudonim Hulk (ur. 30 grudnia 1985) – norweski zawodowy pięściarz i profesjonalny strongman.
Obecnie najlepszy norweski siłacz. Mistrz Norwegii Strongman w latach 2007 i 2008.

## Życiorys
Arild Haugen wykonywał zawód elektryka.
Wziął udział dwukrotnie w indywidualnych Mistrzostwach Świata Strongman, w latach 2006 i 2008. W Mistrzostwach Świata Strongman 2006 nie zakwalifikował się do finału.
W 2009 r., z powodów finansowych, opuścił na pewien czas sport strongman i przeszedł do boksu.
Nie jest spokrewniony z norweskim siłaczem Oddem Haugenem.
Mieszka w gminie Sirdal.
Wymiary:
- wzrost 189 cm
- waga 125–135 kg
- biceps 50 cm
- klatka piersiowa 140 cm
- talia 93 cm

Rekordy życiowe:
- przysiad 400 kg
- wyciskanie 250 kg
- martwy ciąg 400 kg

## Osiągnięcia strongman
- 2006
  - 5. miejsce - Puchar Świata Siłaczy 2006: Mińsk
  - 10. miejsce - Super Seria 2006: Moskwa (kontuzjowany)
  - 2. miejsce - Mistrzostwa Norwegii Strongman
- 2007
  - 1. miejsce - Mistrzostwa Norwegii Strongman
- 2008
  - 11. miejsce - Fortissimus, Kanada
  - 1. miejsce - Mistrzostwa Norwegii Strongman
  - 1. miejsce - Super Seria 2008: Viking Power Challenge
  - 8. miejsce - Mistrzostwa Świata Strongman 2008, USA
- 2009
  - 2. miejsce - Mistrzostwa Norwegii Strongman